# Madhepura
Madhepura là một thành phố và khu đô thị của quận Madhepura thuộc bang Bihar, Ấn Độ.

## Nhân khẩu
Theo điều tra dân số năm 2001 của Ấn Độ, Madhepura có dân số 45.015 người. Phái nam chiếm 55% tổng số dân và phái nữ chiếm 45%. Madhepura có tỷ lệ 62% biết đọc biết viết, cao hơn tỷ lệ trung bình toàn quốc là 59,5%: tỷ lệ cho phái nam là 71%, và tỷ lệ cho phái nữ là 51%. Tại Madhepura, 15% dân số nhỏ hơn 6 tuổi.